# DTM (технология)
DTM (англ. Dynamic synchronous Transfer Mode, динамический режим синхронной передачи) — альтернативная ATM коммуникационная технология, созданная фирмой Dynarc, которая базируется в Швеции и США.

## Описание
Это протокол 2-го уровня модели OSI. Стандарт ETSI (ES 201801-1). Технология обеспечивает динамическую инфраструктуру (коммутацию) каналов. Динамическое перераспределение временных слотов позволяет поддерживать приложения реального времени параллельно с характеризующимся высоким пикфактором трафиком, таким как трафик протокола IP.
Кроме того, DTM хорошо обрабатывает трафик многоадресной рассылки. В ATM эта функция реализована сложнее, и, по мнению специалистов, не во всех случаях наилучшим образом. DTM объединяет достоинства современных синхронных сетей SDH/SONET и сетей с коммутацией пакетов (ATM, Gigabit Ethernet) для достижения гарантированной пропускной способности и детерминированного качества обслуживания. Поддерживает гарантированное качество обслуживания (QoS).

## История
Технология DTM была разработана шведской компанией Ericsson Telecom AB и Шведским королевским технологическим институтом (кратко-KTH). Работы над DTM велись многие годы, но компания Ericsson решила отказаться от дальнейших разработок технологии, сочтя её нерентабельной и неконкурентоспособной.
Чуть позже KTH и Шведский институт вычислительной техники продолжили успешные исследования в этой области и, в конечном итоге, создали для популяризации DTM фирму Dynarc, которой был передан ряд ключевых патентов от DTM. В настоящее время компания Dynarc пытается продавать свою технологию многим поставщикам услуг связи и прочим производителям телекоммуникационной аппаратуры.
Президент и главный директор фирмы Dynarc — Олоф Шагерлунд (Olov Schagerlund) заявил, что технология ATM не способна быть эффективным средством транспортировки трафика протоколов TCP и IP и не обеспечивает масштабирования до скоростей, необходимых для некоторых современных сетей. А технология DTM обладает (по его словам) многими достоинствами технологии ATM, но разрабатывалась с самого начала как комплементарная по отношению к IP технологиям. Итого: в ней нет механизмов, которые дублируют реализованные в протоколе IP функции, а также она хорошо оптимизирована для передачи входящего и исходящего IP-трафика.